# 萨达 (马约特)
萨达（法語：Sada，法語發音：[sada]）是法国海外省马约特的一个市镇。

## 地理
萨达（12°50'56"S, 45°5'59"E）面积10.26 平方千米，位于法国海外省马约特。
与萨达接壤的市镇（或旧市镇、城区）包括：希科尼、希龙吉、旺加尼。
萨达的时区为UTC+03:00。

## 行政
萨达的邮政编码为97640，INSEE市镇编码为97616。

## 政治
萨达所属的省级选区为萨达县，同时萨达也是该县的中央投票站所在地。

## 人口
萨达于2017时的人口数量为11156人。